# 漢傳獨部密法
漢傳獨部密法是指唐武宗會昌年間滅佛後，因修持儀軌較簡要、壇場簡單等因素，而在民間或依附在禪宗、華嚴宗等其他宗派而傳持下來的漢傳密法，其中修持多有感應。
主要包括了四種法門：
- 大悲心陀羅尼
- 尊勝陀羅尼
- 準提法[1]
- 穢跡金剛法[2]